# Ballspielverein Borussia 09 Dortmund 1964-1965
Questa voce raccoglie le informazioni riguardanti il Ballspielverein Borussia 09 Dortmund nelle competizioni ufficiali della stagione 1964-1965.

## Stagione
Nella stagione 1964-1965 il Borussia Dortmund, allenato da Hermann Eppenhoff, concluse il campionato di Bundesliga al 3º posto. In Coppa di Germania il Borussia Dortmund vinse la finale con l'Alemannia Aquisgrana. In Coppa delle Fiere il Borussia Dortmund fu eliminato al secondo turno dal Manchester Utd.

## Rosa
| N. |                     | Ruolo | Calciatore        |
| -- | ------------------- | ----- | ----------------- |
|    | Germania (bandiera) | P     | Heinz Kwiatkowski |
|    | Germania (bandiera) | P     | Hans Tilkowski    |
|    | Germania (bandiera) | P     | Bernhard Wessel   |
|    | Germania (bandiera) | D     | Rudi Assauer      |
|    | Germania (bandiera) | D     | Gerd Cyliax       |
|    | Germania (bandiera) | D     | Lothar Geisler    |
|    | Germania (bandiera) | D     | Friedhelm Groppe  |
|    | Germania (bandiera) | D     | Wolfgang Paul     |
|    | Germania (bandiera) | D     | Manfred Pfeiffer  |
|    | Germania (bandiera) | D     | Theodor Redder    |

| N. |                     | Ruolo | Calciatore         |
| -- | ------------------- | ----- | ------------------ |
|    | Germania (bandiera) | C     | Hoppy Kurrat       |
|    | Germania (bandiera) | C     | Aki Schmidt        |
|    | Germania (bandiera) | C     | Hermann Straschitz |
|    | Germania (bandiera) | C     | Wilhelm Sturm      |
|    | Germania (bandiera) | A     | Harald Beyer       |
|    | Germania (bandiera) | A     | Franz Brungs       |
|    | Germania (bandiera) | A     | Lothar Emmerich    |
|    | Germania (bandiera) | A     | Timo Konietzka     |
|    | Germania (bandiera) | A     | Udo Ockmann        |
|    | Germania (bandiera) | A     | Reinhold Wosab     |

## Organigramma societario
Area tecnica
- Allenatore: Hermann Eppenhoff
- Allenatore in seconda:
- Preparatore dei portieri:
- Preparatori atletici:

## Calciomercato

### Sessione estiva
| Acquisti | Acquisti           | Acquisti           | Acquisti |
| R.       | Nome               | da                 | Modalità |
| -------- | ------------------ | ------------------ | -------- |
| D        | Rudi Assauer       | Herten             |          |
| A        | Harald Beyer       | Hertha Berlino     |          |
| C        | Hermann Straschitz | Fortuna Düsseldorf |          |

| Cessioni | Cessioni           | Cessioni        | Cessioni |
| R.       | Nome               | a               | Modalità |
| -------- | ------------------ | --------------- | -------- |
| A        | Hans-Jürgen Kurrat | Rot-Weiss Essen |          |
| A        | Burghard Rylewicz  | Wuppertal       |          |

## Risultati

### Bundesliga

#### Girone di andata
| Arbitro: | Handwerker |

|  |           |                   |
|  | Marcatori | 52’, 58’ Rodekamp |

| Arbitro: | Riegg |

|            |           |                        |
| Heiden 88’ | Marcatori | 61’ Schmidt 72’ Kurrat |

| Arbitro: | Spiewak |

|            |           |  |
| Brungs 64’ | Marcatori |  |

| Berlino 12 settembre 1964, ore 16:00 CET 4ª giornata | Hertha Berlino | 0 – 0 referto | Borussia Dortmund | Stadio Olimpico (60 000 spett.)\| Arbitro: \| Ohmsen \| |
| Arbitro:                                             | Ohmsen         |               |                   |                                                         |

| Arbitro: | Lutz |

|               |           |                  |
| Konietzka 75’ | Marcatori | 79’ Brunnenmeier |

| Arbitro: | Niemeyer |

|                     |           |                                                             |
| Grau 57’ Libuda 89’ | Marcatori | 10’ Schmidt 11’, 36’ Brungs 20’, 23’ Konietzka 32’ Emmerich |

| Arbitro: | Schulenburg |

|                                  |           |                    |
| Wosab 23’ Schmidt 59’ Brungs 70’ | Marcatori | 35’, 60’ Reitgassl |

| Arbitro: | Sparing |

|  |           |               |
|  | Marcatori | 73’ Konietzka |

| Arbitro: | Fritz |

|               |           |                           |
| Konietzka 11’ | Marcatori | 22’, 80’ Huberts 72’ Solz |

| Arbitro: | Mathieu |

|                             |           |  |
| Cieslarczyk 15’ Berking 70’ | Marcatori |  |

| Dortmund 19 novembre 1964, ore 20:30 CET 11ª giornata | Borussia Dortmund | 0 – 0 referto | Meidericher | Stadio Rote Erde (5 000 spett.)\| Arbitro: \| Seekamp \| |
| Arbitro:                                              | Seekamp           |               |             |                                                          |

| Arbitro: | Kreitlein |

|          |           |                                            |
| Dehn 60’ | Marcatori | 24’ Assauer 37’, 54’ Konietzka 75’ Schmidt |

| Arbitro: | Spiewak |

|            |           |  |
| Strehl 68’ | Marcatori |  |

| Arbitro: | Siebert |

|               |           |                                 |
| Konietzka 28’ | Marcatori | 37’ (rig.) Höttges 60’ Klöckner |

| Arbitro: | Weyland |

|                                         |           |                                 |
| Hornig 29’ Sturm 46’ (rig.) Overath 56’ | Marcatori | 68’ Konietzka 80’, 83’ Emmerich |

#### Girone di ritorno
| Arbitro: | Jacobi |

|                 |           |  |
| Heiser 16’, 41’ | Marcatori |  |

| Arbitro: | Sturm |

|                                               |           |          |
| Konietzka 29’, 86’ Schmidt 48’ Wosab 73’, 85’ | Marcatori | 55’ Berg |

| Arbitro: | Schulenburg |

|                          |           |                            |
| Weiß 32’, 51’ Reiner 43’ | Marcatori | 10’ Emmerich 30’ Konietzka |

| Arbitro: | Reil |

|                                                     |           |                                            |
| Emmerich 8’, 13’ Brungs 14’ Konietzka 41’, 63’, 71’ | Marcatori | 7’ Altendorff 64’ Schulz 65’ Klimaschefski |

| Arbitro: | Mathieu |

|                                               |           |                                    |
| Brunnenmeier 24’, 72’ Grosser 33’ Küppers 74’ | Marcatori | 12’, 32’, 57’ Brungs 48’ Konietzka |

| Arbitro: | Tschenscher |

|                                                   |           |  |
| Straschitz 1’, 27’ (rig.) Wosab 36’ Konietzka 38’ | Marcatori |  |

| Arbitro: | Handwerker |

|               |           |                                |
| Reitgassl 33’ | Marcatori | 5’, 73’ Konietzka 29’ Emmerich |

| Arbitro: | Riegg |

|                                                                 |           |                                         |
| Brungs 9’ Emmerich 57’ Konietzka 69’, 86’ Straschitz 72’ (rig.) | Marcatori | 30’ Maas 52’, 67’ (rig.) Ulsaß 62’ Moll |

| Arbitro: | Treichel |

|  |           |                        |
|  | Marcatori | 66’ Emmerich 70’ Wosab |

| Arbitro: | Sparing |

|                                     |           |                 |
| Wosab 28’, 74’ Brungs 34’, 73’, 89’ | Marcatori | 21’ Cieslarczyk |

| Arbitro: | Ott |

|                                              |           |                         |
| Redder 30’ (aut.) van Haaren 40’ Schmidt 62’ | Marcatori | 67’ Brungs 81’ Emmerich |

| Arbitro: | Gusenburger |

|                                 |           |  |
| Wosab 19’ Straschitz 79’ (rig.) | Marcatori |  |

| Arbitro: | Mathieu |

|                      |           |                  |
| Wosab 17’ Brungs 85’ | Marcatori | 51’ Flachenecker |

| Arbitro: | Tschenscher |

|                                          |           |  |
| Matischak 13’ Klöckner 45’ Zebrowski 87’ | Marcatori |  |

| Arbitro: | Kreitlein |

|                         |           |                        |
| Konietzka 23’ Wosab 74’ | Marcatori | 15’ Schäfer 73’ Müller |

### Coppa di Germania
| Arbitro: | Horstmann |

|  |           |           |
|  | Marcatori | 70’ Wosab |

| Arbitro: | Seekamp |

|              |           |                       |
| Beekmann 84’ | Marcatori | 62’ Schmidt 75’ Wosab |

| Arbitro: | Jacobi |

|  |           |                   |
|  | Marcatori | 21’, 87’ Emmerich |

| Arbitro: | Schulenburg |

|                                         |           |                    |
| Emmerich 2’ Konietzka 7’, 75’ Wosab 72’ | Marcatori | 54’ Greif 65’ Wild |

| Arbitro: | Jacobi |

|                          |           |  |
| Schmidt 11’ Emmerich 19’ | Marcatori |  |

### Coppa delle Fiere
| Arbitro: | Boogaerts |

|                                                     |           |             |
| Straschitz 29’ (rig.) Konietzka 82’ Brungs 85’, 89’ | Marcatori | 49’ Couécou |

| Arbitro: | Perales |

|                       |           |  |
| Keïta 40’ Guillas 62’ | Marcatori |  |

| Arbitro: | Rigato |

|                   |           |                                                  |
| Kurrat 52’ (rig.) | Marcatori | 12’ Herd 30’, 79’, 85’ Charlton 49’ Best 77’ Law |

| Arbitro: | Loraux |

|                                       |           |  |
| Charlton 1’, 19’ Law 68’ Connelly 80’ | Marcatori |  |

## Statistiche

### Statistiche di squadra
| Competizione      | Punti | In casa | In casa | In casa | In casa | In casa | In casa | In trasferta | In trasferta | In trasferta | In trasferta | In trasferta | In trasferta | Totale | Totale | Totale | Totale | Totale | Totale | DR  |
| Competizione      | Punti | G       | V       | N       | P       | Gf      | Gs      | G            | V            | N            | P            | Gf           | Gs           | G      | V      | N      | P      | Gf     | Gs     | DR  |
| ----------------- | ----- | ------- | ------- | ------- | ------- | ------- | ------- | ------------ | ------------ | ------------ | ------------ | ------------ | ------------ | ------ | ------ | ------ | ------ | ------ | ------ | --- |
| Bundesliga        | 36    | 15      | 9       | 3       | 3       | 38      | 22      | 15           | 6            | 3            | 6            | 29           | 26           | 30     | 15     | 6      | 9      | 67     | 48     | +19 |
| Coppa di Germania | -     | 2       | 2       | 0       | 0       | 6       | 2       | 3            | 3            | 0            | 0            | 5            | 1            | 5      | 5      | 0      | 0      | 11     | 3      | +8  |
| Coppa delle Fiere | -     | 2       | 1       | 0       | 1       | 5       | 7       | 2            | 0            | 0            | 2            | 0            | 6            | 4      | 1      | 0      | 3      | 5      | 13     | -8  |
| Totale            | 36    | 19      | 12      | 3       | 4       | 49      | 31      | 20           | 9            | 3            | 8            | 34           | 33           | 39     | 21     | 6      | 12     | 83     | 64     | +19 |

### Andamento in campionato
| Giornata  | 1  | 2  | 3 | 4 | 5 | 6 | 7 | 8 | 9 | 10 | 11 | 12 | 13 | 14 | 15 | 16 | 17 | 18 | 19 | 20 | 21 | 22 | 23 | 24 | 25 | 26 | 27 | 28 | 29 | 30 |
| --------- | -- | -- | - | - | - | - | - | - | - | -- | -- | -- | -- | -- | -- | -- | -- | -- | -- | -- | -- | -- | -- | -- | -- | -- | -- | -- | -- | -- |
| Luogo     | C  | T  | C | T | C | T | C | T | C | T  | C  | T  | T  | C  | T  | T  | C  | T  | C  | T  | C  | T  | C  | T  | C  | T  | C  | C  | T  | C  |
| Risultato | P  | V  | V | N | N | V | V | V | P | P  | N  | V  | P  | P  | N  | P  | V  | P  | V  | N  | V  | V  | V  | V  | V  | P  | V  | V  | P  | N  |
| Posizione | 15 | 12 | 7 | 6 | 5 | 2 | 1 | 1 | 4 | 6  | 4  | 3  | 4  | 6  | 6  | 8  | 8  | 8  | 7  | 6  | 5  | 5  | 4  | 4  | 2  | 3  | 3  | 3  | 4  | 3  |

Legenda:

Luogo: C = Casa; T = Trasferta. Risultato: V = Vittoria; N = Pareggio; P = Sconfitta.

### Statistiche dei giocatori
| Giocatore      | Bundesliga | Bundesliga | Bundesliga  | Bundesliga | Coppa di Germania | Coppa di Germania | Coppa di Germania | Coppa di Germania | Coppa delle Fiere | Coppa delle Fiere | Coppa delle Fiere | Coppa delle Fiere | Totale   | Totale | Totale      | Totale     |
| Giocatore      | Presenze   | Reti       | Ammonizioni | Espulsioni | Presenze          | Reti              | Ammonizioni       | Espulsioni        | Presenze          | Reti              | Ammonizioni       | Espulsioni        | Presenze | Reti   | Ammonizioni | Espulsioni |
| -------------- | ---------- | ---------- | ----------- | ---------- | ----------------- | ----------------- | ----------------- | ----------------- | ----------------- | ----------------- | ----------------- | ----------------- | -------- | ------ | ----------- | ---------- |
| R. Assauer     | 16         | 1          | 0           | 0          | 0                 | 0                 | 0                 | 0                 | 1                 | 0                 | 0                 | 0                 | 17       | 1      | 0           | 0          |
| H. Beyer       | 3          | 0          | 0           | 0          | 1                 | 0                 | 0                 | 0                 | 3                 | 0                 | 0                 | 0                 | 7        | 0      | 0           | 0          |
| F. Brungs      | 29         | 14         | 0           | 0          | 3                 | 0                 | 0                 | 0                 | 4                 | 2                 | 0                 | 0                 | 36       | 16     | 0           | 0          |
| W. Burgsmüller | 0          | 0          | 0           | 0          | 0                 | 0                 | 0                 | 0                 | 1                 | 0                 | 0                 | 0                 | 1        | 0      | 0           | 0          |
| G. Cyliax      | 29         | 0          | 0           | 0          | 4                 | 0                 | 0                 | 0                 | 2                 | 0                 | 0                 | 0                 | 35       | 0      | 0           | 0          |
| L. Emmerich    | 26         | 10         | 0           | 0          | 5                 | 4                 | 0                 | 0                 | 3                 | 0                 | 0                 | 0                 | 34       | 14     | 0           | 0          |
| L. Geisler     | 9          | 0          | 0           | 0          | 0                 | 0                 | 0                 | 0                 | 1                 | 0                 | 0                 | 0                 | 10       | 0      | 0           | 0          |
| F. Groppe      | 0          | 0          | 0           | 0          | 0                 | 0                 | 0                 | 0                 | 0                 | 0                 | 0                 | 0                 | 0        | 0      | 0           | 0          |
| T. Konietzka   | 28         | 22         | 0           | 0          | 5                 | 2                 | 0                 | 0                 | 3                 | 1                 | 0                 | 0                 | 36       | 25     | 0           | 0          |
| H. Kurrat      | 24         | 1          | 0           | 0          | 5                 | 0                 | 0                 | 0                 | 2                 | 1                 | 0                 | 0                 | 31       | 2      | 0           | 0          |
| H. Kwiatkowski | 0          | 0          | 0           | 0          | 0                 | 0                 | 0                 | 0                 | 1                 | 0                 | 0                 | 0                 | 1        | 0      | 0           | 0          |
| U. Ockmann     | 0          | 0          | 0           | 0          | 0                 | 0                 | 0                 | 0                 | 0                 | 0                 | 0                 | 0                 | 0        | 0      | 0           | 0          |
| W. Paul        | 20         | 0          | 0           | 0          | 4                 | 0                 | 0                 | 0                 | 4                 | 0                 | 0                 | 0                 | 28       | 0      | 0           | 0          |
| M. Pfeiffer    | 5          | 0          | 0           | 0          | 1                 | 0                 | 0                 | 0                 | 3                 | 0                 | 0                 | 0                 | 9        | 0      | 0           | 0          |
| T. Redder      | 20         | 0          | 0           | 0          | 5                 | 0                 | 0                 | 0                 | 1                 | 0                 | 0                 | 0                 | 26       | 0      | 0           | 0          |
| A. Schmidt     | 24         | 5          | 0           | 0          | 4                 | 2                 | 0                 | 0                 | 2                 | 0                 | 0                 | 0                 | 30       | 7      | 0           | 0          |
| H. Straschitz  | 20         | 4          | 0           | 0          | 3                 | 0                 | 0                 | 0                 | 3                 | 1                 | 0                 | 0                 | 26       | 5      | 0           | 0          |
| W. Sturm       | 25         | 0          | 0           | 0          | 5                 | 0                 | 0                 | 0                 | 4                 | 0                 | 0                 | 0                 | 34       | 0      | 0           | 0          |
| H. Tilkowski   | 17         | 0          | 0           | 0          | 1                 | 0                 | 0                 | 0                 | 2                 | 0                 | 0                 | 0                 | 20       | 0      | 0           | 0          |
| B. Wessel      | 13         | 0          | 0           | 0          | 4                 | 0                 | 0                 | 0                 | 1                 | 0                 | 0                 | 0                 | 18       | 0      | 0           | 0          |
| R. Wosab       | 22         | 10         | 0           | 0          | 5                 | 3                 | 0                 | 0                 | 3                 | 0                 | 0                 | 0                 | 30       | 13     | 0           | 0          |